# 聖イグヌチウス

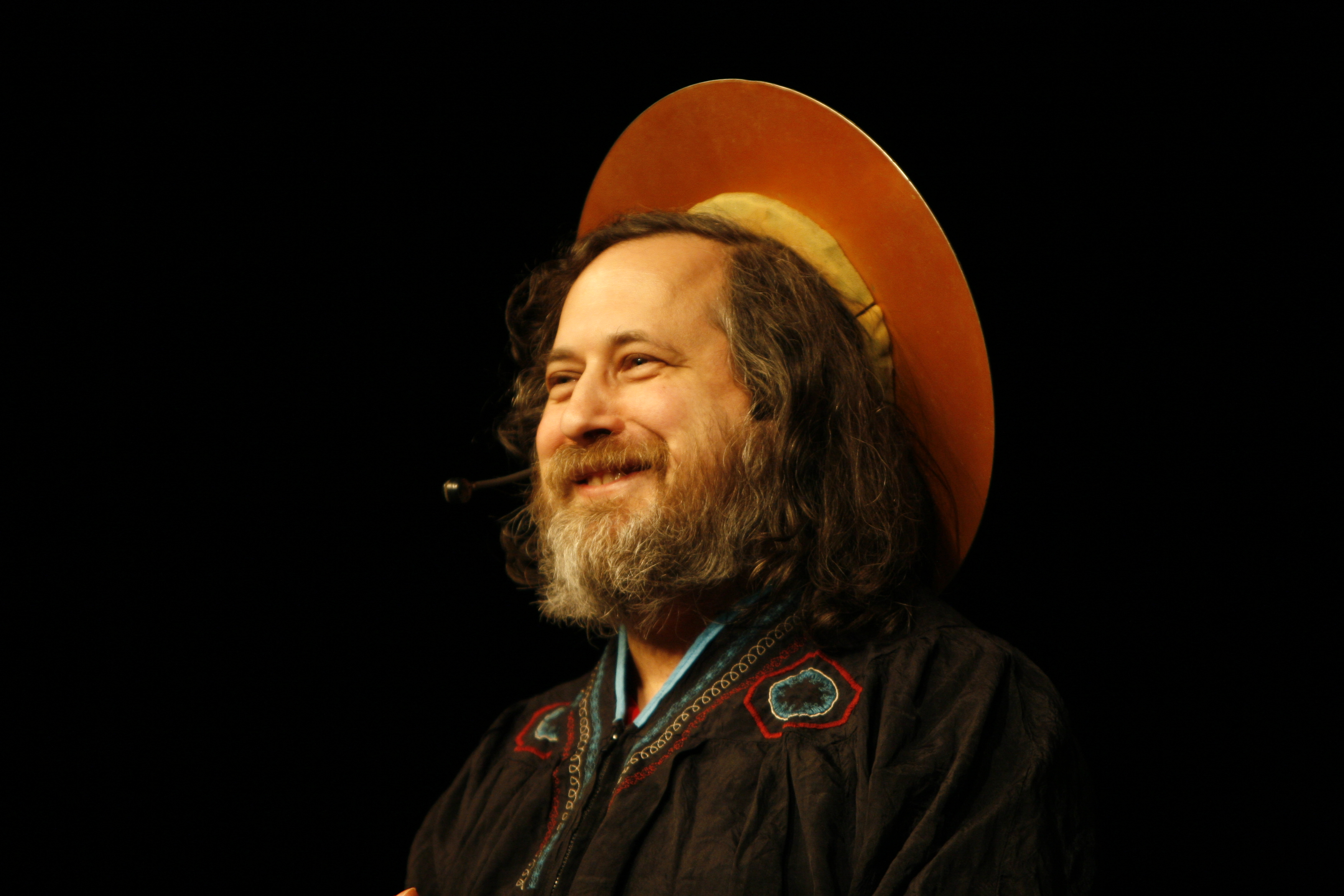
聖イグヌチウスに扮するリチャード・ストールマン

聖イグヌチウス（せいイグヌチウス、英: Saint Ignucius, 西: San Ignucio）とは、フリーソフトウェア財団（FSF）の創始者であるリチャード・ストールマンが冗談で自称する名である。正確にはEmacs教会の聖イグヌチウス( Saint IGNUcius of  the Church of Emacs )という。
ハッカー文化においては、愛好するソフトウェアを宗教的狂信とも言える尊敬を持って扱う伝統がある。時としてユーザ間での対立が宗教戦争の様相を見せることがある。有名なエディタ戦争は、古くよりvi と Emacs というUnix系オペレーティングシステムで最も一般的な2つのエディタの信奉者の間で主に行われている。リチャード・ストールマンは冗談で Emacs教会（Church of Emacs）を設立し、自身を聖イグヌチウス(St IGNU−cius）とした。法衣をまとい、頭にはハードディスクの円盤をのせる。彼は、この円盤は自身の光輪であると説明している。